# ホセ・ルイス (ボクサー)
ホセ・ルイス・マトス（Jose Ruiz Matos、1966年10月24日 - 1997年2月28日）は、プエルトリコの男性プロボクサー。トルヒーヨ・アルト出身。元WBO世界スーパーフライ級王者。

## 来歴
1984年7月13日、ルイスはプロデビューを果たし4回判定勝ちを収め白星でデビューを飾った。
1985年2月23日、ペドロ・ホセ・フェリシアーノと対戦し初黒星となる4回1-2の判定負けを喫した。
1986年6月22日、ビクター・クルスと対戦し4回判定勝ちを収めた。
1987年3月14日、ペドロ・ホセ・フェリシアーノと2年振りに再戦し10回判定勝ちを収めた。
1987年4月25日、後のWBO世界ライトフライ級王者ホセ・デ・ヘススと対戦し10回判定負けを喫した。
1987年8月8日、ペドロ・ホセ・フェリシアーノと5ヶ月振りに再戦し10回判定勝ちを収めた。
1987年11月28日、アンヘル・ロサリオ10回判定勝ちを収めた。
1988年7月11日、プルデンシオ・カルドナと対戦し9回KO勝ちを収めた。
1988年8月27日、アンヘル・ロサリオと対戦し10回判定勝ちを収めた。
1988年11月3日、バーナード・メンドーサと対戦し5回負傷判定勝ちを収めた。
1989年4月29日、ロベルト・クレメンテ・コロシアムでWBO世界スーパーフライ級初代王座決定戦で元WBC世界スーパーフライ級王者シュガー・ベビー・ロハスと対戦。21日前にWBC王座から陥落したばかりのロハスの強打に苦しんだかに見えたが終始翻弄し続け12回3-0の判定勝ちを収め王座獲得に成功した。
1989年9月9日、ファン・カラーゾと対戦し初回TKO勝ちを収め初防衛に成功した。
1989年10月21日、アンヘル・ロサリオと対戦し最終12回TKO勝ちを収め2度目の防衛に成功した。
1990年8月18日、ウィルフレド・バルガスと対戦し8回2分34秒TKO勝ちを収め3度目の防衛に成功した。
1990年11月3日、アルマンド・ベラスコと対戦し12回判定勝ちを収め4度目の防衛に成功した。
1991年6月10日、ウィルフレド・バルガスと10ヶ月振りに再戦し10回判定勝ちを収めた。
1992年2月22日、ラスベガスのアラジンでホセ・キリノと対戦し12回0-3(112-116、111-116、112-115)の判定負けを喫し5度目の防衛に失敗し王座から陥落した。
1992年7月11日、IBF世界スーパーフライ級王者ロバート・キロガと対戦し12回0-2(2者が113-114、114-114)の僅差判定負けを喫し僅か1点差に泣きWBOに続く王座獲得に失敗、この試合を最後に現役を引退した。
1997年2月28日、ルイスが住んでいたアパートでガールフレンドの手によって射殺された。30歳没。

## 獲得タイトル
- 初代WBO世界スーパーフライ級王座（防衛4）